# ウェンディ・メイ・チェンバーズ
ウェンディ・メイ・チェンバーズ（Wendy Mae Chambers, 1953年1月24日 -）は、アメリカの作曲家。ニューヨーク市、ニューオーリンズ、およびニュージャージー州Harvey Cedars在住。1971〜75年、 バーナード・カレッジで、ケネス・クーパー、Nicholas Roussakis、 ジャック・ビーソン 、 チャールズ・ウォリネンについて学び、楽士号を得る。1975〜77年には ニューヨーク州立大学ストーニーブルック校で作曲学の修士号も取得した。
彼女の大規模な音楽イヴェントは、クリスト、 アンディー・ウォーホルの影響を受けていて、伝統的な新・音楽の聞き手を超えた観衆に向けられている。付け加えるなら、彼女はジョン・ケージに精通し、彼女の『12 squared for ten percussionists』（1994年）は、彼の追憶のために書かれた、ヴードゥー交響詩である。
コンサートホールを飛び出し、公共圏の中に飛び込むことによって、彼女は、自身の音楽を、専門家や研究者の領域外に位置づけることに成功した。
現在は、1950年代にケージを「チャンス・オペレーション」に向かわせた易経に基づく音楽システムおよび作品集に取り組んでいる。

## 作品
大規模作品ならびにイベント  - 初演時の編成、場所、年
- REAL MUSIC - 9台の車のための（1978年）
- STREET MUSIC - 30人のミュージシャンと『未知との遭遇』の主題に基づく調整されたラジオ放送のための（1978年）
- THE KITCHEN - なべかま類を持った9人のパフォーマーと食事を準備する3人のパフォーマーのための（1978年）
- MUSIC FOR CHOREOGRAPHED ROWBOATS - ローボートに乗った24人のミュージシャンのための　ニューヨーク市セントラル・パーク（1979年）
- BUSY BOX QUARTET - 4つのベビーベッドのおもちゃのための（1980年）
- CLEAN SWEEP - 9つの電気掃除機のための（1980年）
- PRIME TIME - 9台のテレビのための（1980年）
- THE VILLAGE GREEN - 3隊のマーチング・バンド、街のサイレン、銃のための（1980年）
- ONE WORLD OF PERCUSSION - 50人の打楽器奏者とソロのチベットホルンのための（1981年）
- PLUCK - 30のハープのための（1984年）
- SOLAR DIPTYCH - 30本のトランペットのための（1985年）
- MARIMBA - 26のマリンバのための（1985年）
- LIBERTY OVERTURE - ニューヨーク市ニューヨーク・ハーバー（1986年）
- QUILL - 6台のハープシコードと鳥の鳴き声のサラウンド・サウンド・テープのための（1987年）
- 宇宙の交響曲（SYMPHONY OF THE UNIVERSE） - ニューヨーク市ニューヨーク大聖堂（1989年）
- THE GRAND HARP EVENT - 30のハープのための　ニューヨーク市ニューヨーク大聖堂（1984年）
- 77本のトロンボーンによるミサ曲（A MASS FOR TROMBONES） - ニューヨーク市ニューヨーク大聖堂（1993年）
- TWELVE SQUARED - 12人の打楽器奏者のための（1994年）
- 10のグランド（TEN GRAND） - 10台のグランド・ピアノのための　ニューヨーク市リンカーン・センター噴水広場（1994年）
- RAZZMATAZZ - time portalsを持ったコントラバス独奏のための（1995年）
- NIGHT OF THE SHOOTING STARS - 16人の打楽器奏者のための（2005年）

室内楽曲、小規模アンサンブル作品、および器楽独奏曲
- POPCORN - 打楽器クァルテットのための（1977年）
- MINIATURES - 4手ピアノのための（1983年）
- SUITE FOR TOY PIANO（1983年）
- z-1 MOMENTS - ハープ独奏のための（1985年）
- SET FOR PERCUSSION QUARTET（1985年）
- MEDITATION AND AIR - フルートとハープのための（1992年）
- SERENADE - トランペットとヴィブラフォンのための（1992年）
- ECLIPSE - 無伴奏ヴァイオリンのための (1994)
- SOLARSONICS - 無伴奏ヴィオラのための (1994)
- PSALMS OF THE BUTTERFLY - ヴァイオリンとヴィオラのための（1995年）
- BLUES for solo violoncello (1995)
- MANDALA -  トイ・ピアノのための（1997年）
- MANDALA - クラリネット独奏のための（1997年）
- MANDALA -  打楽器クァルテットのための（1997年）
- ENDANGERED SPECIES SONG CYCLE - メゾ・ソプラノ、ハープと打楽器のための（1997年）
- ANTARCTICA SUITE - ピアノ独奏のための（1999年）
- SONGS FOR ENDANGERED SPECIES for percussion, harp and baritone - parts 2 -（1999、2000年）
- SONGS FOR VOODOO ON THE BAYOU（2006年）
- OCEANIC VARIATIONS - ピアノ独奏のための（1992年）

委嘱作品
- MARIMBA!（26のマリンバ） - ワシントンD.C.ジョン・F・ケネディ・センター（1986年）国際打楽器芸術協会
- SOLAR DIPTYCH（30本のトランペット） - ニューヨーク市セントラル・パーク（1985年）New Wilderness Foundation

## 参照・リンク
- Watson, Bruce. 1999. "Concerto for Pencilina and Sewer Flute." Smithsonian. 30(1): 105-114.
- Wendy Mae Chambers' website